# Dionisie Gulkin
Dionisie Gulkin (în rusă Дионисий Петрович Гулькин, transliterat: Dionisii Gul'kin; n. 1861, Telenești, gubernia Basarabia, Imperiul Rus – d. 27 februarie 1947, Inești, raionul Telenești, RSS Moldovenească, URSS) a fost un țăran și politician țarist, deputat în Duma de Stat al celei de-a III-a convocări din partea Basarabiei.

## Biografie
S-a născut în anul 1861 în satul Telenești din ținutul Orhei, într-o familie de lipoveni. A primit educația primară acasă. Ca fermier a deținut 4 zeciuieli și o vie, pe lângă asta a fost ocupat și în comerț, cu un venit anual de până la 3000 de ruble. A fost președintele departamentului din Telenești al Uniunii Poporului Rus și membru al Uniunii Naționale Ruse.
În 1907 a fost ales membru al Dumei de Stat din gubernia Basarabia de către un congres de delegați din volostul Telenești. A fost membru al fracțiunii de dreapta-moderată, din a 3-a sesiune, în grupul nepartizanilor. A fost membru al comisiilor de: teren, pescuit, pe treburile lipovenilor, pe treburile relocării, precum și pe executarea listei de stat de venituri și cheltuieli. În discuția despre proiectul de lege „Cu privire la școlile primare”, a susținut acordarea dreptului moldovenilor din gubernia Basarabia la o școală primară în limba maternă.
La sfârșitul mandatului în Dumă, s-a întors la Telenești, unde a revenit la agricultură. În satul vecin, Inești, a deținut o gradină mare. După Unirea Basarabiei cu România, a primit o pensie personală. Dupa moartea soției, Gulkin a locuit cu Maria Druță din satul Inești, de la care a avut patru fii. A murit la 27 februarie 1947, fiind înmormântat în satul natal.